# Biathanatos

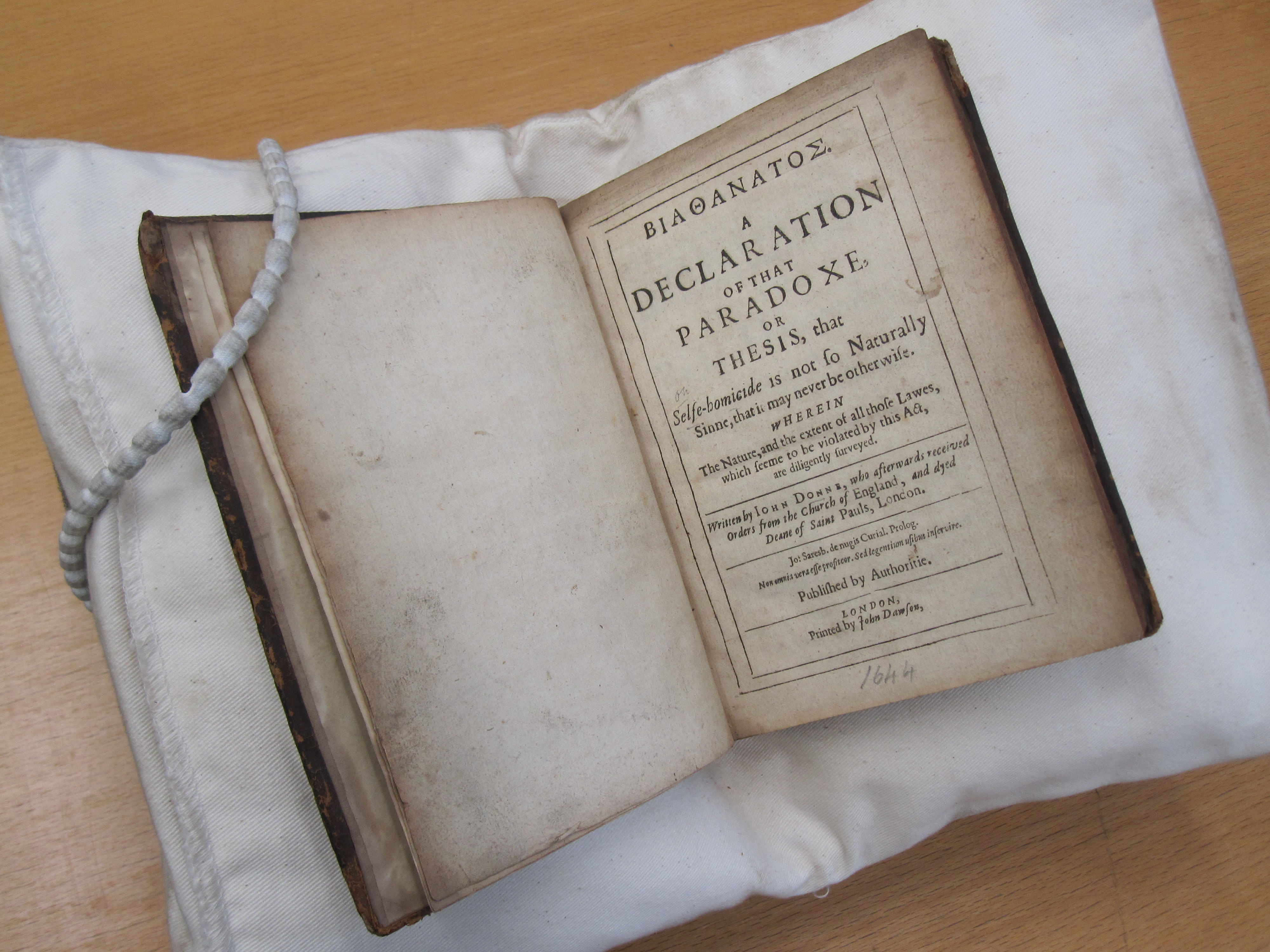
Biathanatos de John Donne, édition de 1644.

Biathanatos est une œuvre en prose de l'écrivain anglais et prêtre anglican John Donne dans laquelle il avance que, sous certaines conditions, le suicide est défendable. Il l'a probablement terminée en 1608, mais ce ne fut qu'après sa mort (contre la volonté de Donne) que cet ouvrage a été publié en 1647 par son fils. La signification historique de ce Biathanatos se trouve dans le fait que c'est le premier texte en anglais qui traite de l'interdiction chrétienne du suicide.
Biathanatos n'est certainement pas une approbation inconditionnelle du suicide. Donne vise seulement à défendre le suicide pour l'honneur de Dieu, une forme de mort volontaire qui à son avis doit être exclue de condamnation. Pourtant, il souligne que le désir de quelqu’un de se tuer n'est pas contre nature. Lors de son plaidoyer polémique Donne fait mention de plusieurs figures de l'antiquité classique et bibliques comme Samson, Saül et Judas Iscariote. Tous ces personnages ont choisi une mort volontaire. Sans désigner la mort du Christ explicitement comme suicide  ('Self-Homicide'), Donne souligne qu'il a libéré son âme « before his Natural tyme ». Cette image de l'abandon volontaire de l'âme du corps plutôt que de se faire vaincre par la mort est fréquente dans les écrits de Donne, par exemple dans A Hymn to Christ, at the Authors last going into Germany.
Le titre complet de l'œuvre est « Biathanatos, a Declaration of that Paradoxe or Thesis, that Selfe-Homicide is not so naturally Sinne, that it may never be otherwise » (Biathanatos, un plaidoyer sur ce paradoxe ou cette thèse que le suicide ne doit pas toujours être considéré comme un péché). Dans le temps de Donne, un avocat commença son argumentation dans un procès selon les règles du common law avec « a declaration ».